# Overground Music
Overground Music é o álbum début da banda húngara de rock sinfônico After Crying, lançado em 1990 pela Periferic. É o único álbum do grupo com vocal em inglês, todos os seguintes foram cantados em húngaro.

## Faixas
| N.º            | Título                                    | Música                    | Duração |  |
| 1.             | "European Things (Hommage á Frank Zappa)" | Görgényi, Vedres          | 8:27    |  |
| 2.             | "Don't Betray Me"                         | Görgényi, Vedres          | 3:02    |  |
| 3.             | "Confess Your Beauty"                     | Gorgenyi, Pejtsik, Vedres | 6:50    |  |
| 4.             | "Madrigal Love, Pt. 1"                    | Gorgenyi, Pejtsik, Vedres | 2:14    |  |
| 5.             | "…To Black…"                              | Gorgenyi, Pejtsik, Vedres | 5:05    |  |
| 6.             | "Madrigal Love, Pt. 2 (Over Every Sea)"   | Gorgenyi, Vedres          | 3:00    |  |
| 7.             | "Madrigal Love, Pt. 3"                    |                           | 0:51    |  |
| 8.             | "Shinin' (To the Powers of Fairyland)"    | Gorgenyi, Vedres          | 10:44   |  |
| Duração total: | Duração total:                            | Duração total:            | 40:13   |  |

## Integrantes
- Vedres Csaba – piano, vocal, sintetizador
- Pejtsik Péter – violoncelo, vocal, baixo
- Fogolyán Kristóf – flauta
- Maroevich Zsolt – viola
- Andrejszki Judit – vocal
- Makovecz Pál – trombone
- Rácz Ottó – oboé
- Tüske Aladár – fagote
- Winkler Balázs – trompete